# Перишич, Зоран (художник по визуальным эффектам)
Зоран Перишич (серб. Зоран Перишић / Zoran Perišić; англ. Zoran Perisic) (род. 16 марта 1940) — сербско-британско-американский художник по визуальным эффектам, кинорежиссёр, кинопродюсер и изобретатель. Он работал над такими фильмами как: «Космическая одиссея 2001 года» (1968), Сделка века (1983), «Возвращение в страну Оз» (1985), Стремящийся ввысь (1992), «Скалолаз» (1993) и три фильма о Супермене.
Перишич также получил специальный «Оскар» за особые достижения, за фильм «Супермен» (1978).

## Ранняя жизнь и карьера
Зоран Перишич родился 16 марта 1940 года в городе Прокупле, государстве Югославия (ныне Сербия). Он учился в Белградском университете в Сербии и Бирмингемском университете в Великобритании.
Затем Зоран Перишич отправился в Голливуд, где работал в качестве не указанного в титрах художника по анимации для культового научно-фантастического фильма Стэнли Кубрика 1968 года — «Космическая одиссея 2001 года». В 1976 году, он отвечал за оптические эффекты для фильма ужасов — «Земля Минотавра».
Зоран Перишич также разработал различные устройства для создания спецэффектов фронтальной проекции и 3D-съёмки. Его технология — «Zoptic», использовалась для спецэффектов летающего супергероя, в первом высокобюджетном и театральном супергеройском фильме 1978 года — «Супермен».
В 1979 году, за работу над «Суперменом», совместно с Лесом Боуи, Колином Чилверсом, Денисом Купом, Роем Филдом и Дереком Меддингсом, Зоран Перишич получил премию «Оскар» за особые достижения, и премию Майкла Бэлкона за выдающийся британский вклад в кинематограф, совместно с Боуи, Чилверсом, Купом, Филдом, Меддингсом и Уолли Виверсом.
Зоран Перишич также работал над «Суперменом 2» 1980 года, в качестве режиссёра спецэффектов для летающего блока и «Суперменом 3» 1983 года, в качестве консультанта по фронтальной проекции. Работа Перишича для «Супермена 2», также имеется и в Версии Ричарда Доннера, которая была выпущена на DVD и Blu-ray в 2006 году.
В 1985 году, Зоран Перишич отвечал за визуальные эффекты для фильма в жанре тёмного фэнтези студии Walt Disney Pictures — «Возвращение в страну Оз», за который получил номинацию на премию «Оскар» — в категории «Лучшие визуальные эффекты», совместно с Уиллом Винтоном, Иэном Уингроувом и Майклом Ллойдом.
В следующем году, Зоран Перишич сделал свой режиссёрский дебют с научно-фантастическим фильмом — «Воздушная каракатица», действие которого происходит во время Первой мировой войны, и над которым он также работал руководителем визуальных эффектов. Его второй режиссёрской работой, стал приключенческий фэнтезийный фильм 1994 года — «Феникс и волшебный ковёр», над которым Перишич также работал продюсером.
После смерти Колина Чилверса 19 ноября 2024 года, Зоран Перишич стал последним оставшимся в живых художником по визуальным эффектам, получившим «Оскар» и премию Майкла Бэлкона за первый полнометражный супергеройский фильм, показанный в кинотеатрах.

## Фильмография
- Космическая одиссея 2001 года (1968)
- Золото (1972)
- Земля Минотавра (1976)
- Багдадский вор (1978)
- Супермен (1978)
- Супермен 2 (1980)
- Мегасилы (1982)
- Воздушная дорога в Китай (1983)
- Супермен 3 (1983)
- Сделка века (1983)
- Возвращение в страну Оз (1985)
- Воздушная каракатица (1986)
- Стремящийся ввысь (1992)
- Скалолаз (1993)
- Феникс и волшебный ковёр (1994)
- Супермен 2: Версия Ричарда Доннера (2006)